# Iniö
Iniö era un comune finlandese a maggioranza di lingua svedese di 249 abitanti, situato nella regione del Varsinais-Suomi. Il comune è stato soppresso nel 2009, confluendo nella nuova città di Väståboland.